# 7166 Kennedy
7166 Kennedy è un asteroide della fascia principale. Scoperto nel 1985, presenta un'orbita caratterizzata da un semiasse maggiore pari a 2,4296691 au e da un'eccentricità di 0,1360189, inclinata di 3,70144° rispetto all'eclittica.
L'asteroide è dedicato al neozelandese naturalizzato britannico Malcolm Kennedy, segretario della Società astronomica di Glasgow.